# Jacob Nena
Jacob Nena (Lelu, Kosrae, 10 oktober 1941 - Sacramento (Californië), 7 juli 2022) was een politicus uit de eilandstaat Micronesië en vervulde twee jaar het presidentiële ambt. Vanaf 1991 was Nena de vicepresident onder Bailey Olter, maar nadat Olter te maken kreeg met gezondheidskwalen, nam Nena op 8 november 1996 zijn taken over. Op 8 mei 1997 werd Nena officieel beëdigd als vierde president van Micronesia.